# Murray Barr
Murray Llewellyn Barr (Belmont, 20 giugno 1908 – London, 4 maggio 1995) è stato un medico canadese.
Docente di anatomia alla University of Western Ontario dal 1949 al 1979, nel 1949 rilevò un addensamento di eterocromatina nei cromosomi sessuali femminili.
Individuatane la causa in uno dei due cromosomi X, il corpo di Barr, ne descrisse la natura superspiralizzata e perciò la trascrizione inibitane.